# Церква перенесення мощей Святого Миколая (Охримівці)
Церква перенесення мощей Святого Миколая в Охримівцях — парафія і храм греко-католицької громади Збаразького деканату Тернопільсько-Зборівської архієпархії Української греко-католицької церкви в селі Охримівці Тернопільського району Тернопільської области.

## Історія церкви
У селі розташована мурована церква Перенесення мощей святого Миколая, збудована в 1891 році. Її дах та баню відновили у 1922 році. З травня 1954 до 1956 року за пожертви парафіян храм поштукатурили всередині, розписали та встановили нижню частину іконостасу. Розпис виконав Йосип Кух зі Збаража, а іконостас різьбив дяк і майстер Михайло Васюта з с. Охримівці.
У 1946 році парафія і храм перейшли до РПЦ, а у 1962 році комуністична влада закрила церкву. Навесні 1985 року храм знову відкрили, і він залишився в підпорядкуванні РПЦ.
У 2002 році з візитацією парафію відвідав владика Михаїл Сабрига. При парафії діє братство Матері Божої Неустанної Помочі. У власності парафії є проборство з присадибною ділянкою. На її території знаходяться хрест на честь скасування панщини, фігура святого Яна (1861), а також залишки фігури святої Анни (1861).

## Парохи
- о. Северин Шуляк,
- о. М. Боднарчук,
- о. Володимир Письо,
- о. Процишин,
- о. Григорій Єднорович,
- о. Михайло Паньків (з 3 вересня 2000).